# Allobracon festivus
Allobracon festivus är en stekelart som först beskrevs av Clark 1965.  Allobracon festivus ingår i släktet Allobracon och familjen bracksteklar. Inga underarter finns listade i Catalogue of Life.